# Жданов, Дмитрий Аркадьевич
Дми́трий Арка́дьевич Жда́нов (2 [15] сентября 1908, Тамбов — 25 ноября 1971, Москва) — советский анатом, морфолог, член-корреспондент АМН СССР (1945), академик АМН СССР (1966); автор около 200 научных работ и четырёх монографий по вопросам анатомии и истории анатомии.

## Биография
Родился 2 (15) сентября 1908 года в семье счетовода крестьянского банка, после Октябрьской революции отец служил в различных советских и профессиональных учреждениях.
После окончания в 1924 году 1-й Орловской школы-девятилетки, Дмитрий поступил на медицинский факультет Воронежского университета. Начиная со 2-го курса он стал работать препаратором кафедры анатомии, которую возглавлял бывший профессор Томского университета Г. М. Иосифов, учеником которого стал Жданов. В летние каникулы учёбы в университете работал ординатором хирургического отделения Липецкой больницы, заведовал врачебным пунктом села Чакино Орловского округа, заведовал больницей села Красное Острогожского округа. После окончания в 1929 году Воронежского университета Д. А. Жданов был назначен в нём же ассистентом кафедры нормальной анатомии. В 1935 году получил ученую степень кандидата медицинских наук.
С 1935 года Жданов — заведующий кафедрой нормальной анатомии Горьковского медицинского института, с 1936 года — декан общемедицинского факультета, с 1940 года — лечебного факультета института. Одновременно в 1936—1943 годах преподавал анатомию на биологическом факультете Горьковского университета.
В 1942 году в Горьковском медицинском институте Жданов защитил докторскую диссертацию «Анатомия грудного протока и главных лимфатических коллекторов туловища у человека и млекопитающих животных». В 1943 году он перевёлся в Томский медицинский институт на должность директора с совмещением обязанностей заведующего кафедрой нормальной анатомии, созданной ещё его учителем — профессором Г. М. Иосифовым. В 1947—1956 годах Жданов — директор Ленинградского санитарно-гигиенического медицинского института и заведующий кафедрой нормальной анатомии, в 1956—1971 годах — заведующий кафедрой нормальной анатомии 1-го Московского медицинского института. Одновременно в 1959—1971 годах — заведующий лабораторией функциональной анатомии Института морфологии человека АМН СССР.
Д. А. Жданов был членом коллегии и председателем Учёного медицинского совета Минздрава СССР, председателем правления Всесоюзного научного общества анатомов, гистологов и эмбриологов, президентом Всемирной ассоциации анатомов. С 1966 по 1971 оды являлся членом президиума Академии медицинских наук СССР. Наряду с профессиональной, занимался и общественной деятельностью — был членом КПСС (с 1943 года), избирался членом партбюро Томского медицинского института и Томского горкома ВКП(б) (1945—1947), членом Калининского райкома КПСС Ленинграда (1948—1956) и депутатом Калининского районного Совета депутатов трудящихся (1947—1950).
Умер 25 ноября 1971 года в Москве.

## Память
Похоронен на Новодевичьем кладбище (7 участок, 16 ряд).

Мемориальная доска в Москве

Мемориальная доска установлена в Москве на здании анатомического корпуса МГУ (Моховая ул., д. 11, стр. 10, ныне — ПМГМУ им. И. М. Сеченова)

## Награды
- Трижды награждён орденом Трудового Красного Знамени.
- Награждён медалями «За доблестный труд в Великой Отечественной войне 1941—1945 гг.» (1946) и «За доблестный труд. В ознаменование 100-летия со дня рождения Владимира Ильича Ленина» (1970).
- Лауреат Сталинской премии (1946).
- Заслуженный деятель науки РСФСР (1969).